# 高標生產公司
高標生產公司，是一間總部設於美國德克薩斯州休士敦的武器製造商，於1926年在美国康乃狄克州哈姆登成立，并成為康乃狄克州眾多武器商的合作供應商。 
高標公司在2018年終止業務。

## 產品

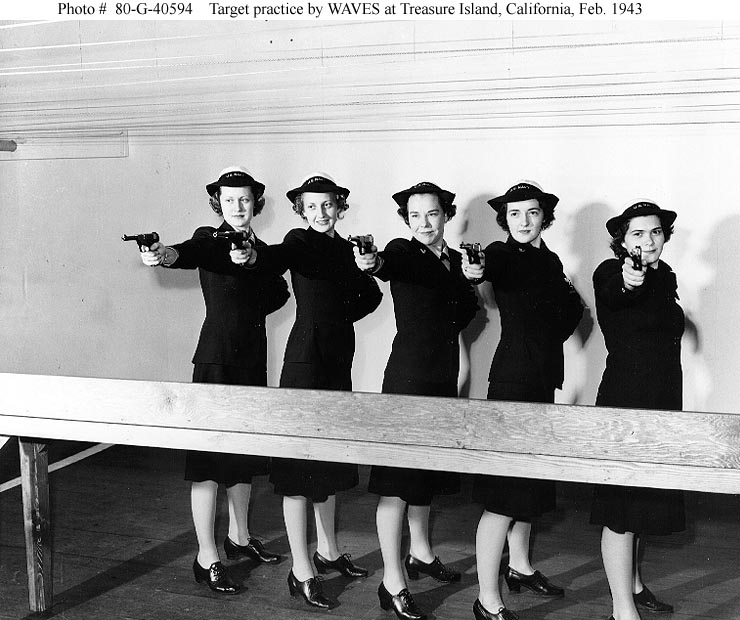
Publicity美國海軍美國海軍女性預備役部隊使用.22口徑B型訓練用手槍，1943年。

### 高標
- 高標哨兵轉輪手槍[2]
- 高標.22口徑手槍
- 高標德林加手槍
- 高標白朗寧M2重機槍
- 高標HDM手槍
- 高標M16步槍
- 高標HSA-15 5.56 NATO/.223 步槍/卡賓槍(AR-15槍族)
- High Standard HSA-15 .300 Blackout步槍
- 高標10型半自動霰彈槍
- 高標S型手槍
- 雙動式手槍
- 高標.22長角牛雙動式手槍

### AMT
- AMT Hardballer半自動手槍
- 自動馬格南II型半自動手槍
- AMT Backup手槍

### Interarms
- Interarms AK-47步槍
- Interarms AK-74步槍